# Контра-Коста-Сентер (Каліфорнія)
Контра-Коста-Сентер (англ. Contra Costa Centre) — переписна місцевість (CDP) в США, в окрузі Контра-Коста штату Каліфорнія. Населення — 6808 осіб (2020).

## Географія
Контра-Коста-Сентер розташована за координатами 37°55′34″ пн. ш. 122°3′14″ зх. д. / 37.92611° пн. ш. 122.05389° зх. д. (37.926013, -122.054019).  За даними Бюро перепису населення США в 2010 році переписна місцевість мала площу 1,66 км², уся площа — суходіл.

## Демографія
Згідно з переписом 2010 року, у переписній місцевості мешкали 5364 особи в 2995 домогосподарствах у складі 1171 родини. Густота населення становила 3228 осіб/км².  Було 3211 помешкання (1932/км²).
Расовий склад населення:
| - 65,0 % — білих - 21,5 % — азіатів - 4,0 % — чорних або афроамериканців - 0,3 % — вихідців з тихоокеанських островів - 0,3 % — корінних американців - 3,2 % — осіб інших рас |

До двох чи більше рас належало 5,6 %. Частка іспаномовних становила 10,4 % від усіх жителів.
За віковим діапазоном населення розподілялося таким чином: 12,0 % — особи молодші 18 років, 80,2 % — особи у віці 18—64 років, 7,8 % — особи у віці 65 років та старші. Медіана віку мешканця становила 33,3 року. На 100 осіб жіночої статі у переписній місцевості припадало 97,1 чоловіків;  на 100 жінок у віці від 18 років та старших — 96,3 чоловіків також старших 18 років.